# Georges Tcherkessof
Georges Tcherkessof (en russe : Юрий Юрьевич Черкесов, « Youri Yourievitch Tcherkessof »), né à Saint-Pétersbourg (Empire russe) le 16 décembre 1900 et mort à Paris 17e le 31 juillet 1943, est un peintre, graveur et illustrateur russe, ayant fait en partie carrière à Paris.

## Biographie
Lointain descendant du décabriste Vassili Ivachev (1797-1840) et de son épouse française Camille Le Dentu, le jeune Youri obtient un diplôme de l'école de commerce de Vyborg en 1917, puis apprend l'art de peindre dans l'ancienne école Bakst et Doboujinski, devenu un atelier national à Pétrograd, sous la direction de Kouzma Petrov-Vodkine ; il suit aussi des cours dans l'atelier de Dmitri Kardovski. 

### Carrière en Russie (1918-1925)

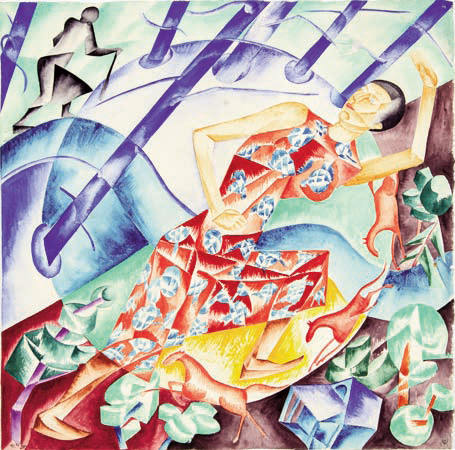
Femme qui marche. Composition sphérique, (1920, aquarelle sur papier, coll. privée.

Tcherkessof participe à des expositions de dessin dès 1918 à Pétrograd. En 1919, il épouse Anna (1895-1984), la fille d'Alexandre Benois ; en 1920, leur naît un fils, Alexandre. Les expositions se poursuivent, à Pskov (1920), puis en 1922, où il figure dans la sélection des artistes représentés par la Mir iskousstva. Cette même année, avec son épouse Anna, Boris Koustodiev et Alexandre Benois, il exécute une fresque destinée aux murs de la taverne Yagodka, située rue Troitskaya à Moscou, et réalise des panneaux décoratifs pour le cabaret-théâtre Сверчок на печи (« Le grillon du foyer »), située perspective Nevski à Pétrograd.
Depuis 1920, Tcherkessof conçoit et illustre des livres, en collaboration avec plusieurs maisons d'édition de Moscou et de Pétrograd. Jusqu'en 1925, il contribue à près de 30 ouvrages, et privilégie la gravure sur bois.
En 1923, pour se perfectionner aux arts du livre, il étudie au département d'imprimerie de l'Académie des beaux-arts, travaillant comme correcteur d'épreuves, dessinateur et professeur de dessin dans les cours du soir à l'Académie d'art et d'industrie Stieglitz. Il est également employé comme décorateur du Théâtre de la Flotte baltique (театре Балтфлота), et collabore au département artistique de l'Agence télégraphique russe (ROSTA).
En 1924, il fait partie des artistes exposés lors de la Russian art exhibition, au Grand Central Palace de New York.

### Carrière en France
En avril 1925, lui et sa famille partent pour la France où ils voyageant beaucoup ; il peint à l'aquarelle de nombreux paysages en province et une remarquable série de vues de la banlieue parisienne. Il expose ses œuvres peintes sous le nom de « Georges Tcherkessof » (ou Tcherkessoff), au salon d'Automne, aux Indépendants et au salon des Tuileries. Parallèlement à la peinture, il s'investit dans la gravure sur bois. Pour ses illustrations destinées à une édition du Cantique des Cantiques, il reçoit une médaille d'or à l'Exposition universelle de Paris en 1937. 
Sa production destinée à l'édition française à la fois bibliophilique — par exemple pour les éditions du Trianon — et de demi-luxe à gros tirages — comme les collections « Le Livre de demain » et « Le Livre moderne illustré » — est assez élevée. Il collabore aussi à des éditeurs de livres pour la jeunesse, et son travail est remarqué à Londres. Avec d'autres artistes russes, tels Hélène Guertik, Fiodor Rojankovski, Alexandra Exter, Nathalie Parain, Natan Altman et Ivan Bilibine, il fait partie des premiers illustrateurs et concepteurs d'ouvrages pour la collection du Père Castor.
Parallèlement, l'artiste travaille comme illustrateur de presse pour le journal Paris-Soir, et collabore avec la maison de couture Balzac [?] ; il réalise des motifs pour les tissus Bianchini-Férier et participe à des expositions d'art russe à Bruxelles (1928), Belgrade (1930) et Paris (1931).
Peu après l'entrée des troupes allemandes dans Paris en juin 1940, l'artiste est arrêté avec son fils, tous deux détenteurs de passeports soviétiques, puis il est envoyé dans le camp de Royallieu à partir du 22 juin 1941.
Libéré au tout début de l'année 1943, Tcherkessof voit en juin suivant ses œuvres peintes présentées dans une galerie parisienne, non sans succès. Mais profondément déprimé, perturbé par deux années d'internement, il se suicide le 31 juillet.
Il est enterré au cimetière russe de Sainte-Geneviève-des-Bois.
En 1981-1982, son fils Alexandre fait don à l'État russe, de près d'une centaine d'œuvres de son père (gravures, ouvrages) et co-organise une exposition au musée d'Art et d'Histoire de Meudon, intitulée Georges Tcherkessof, paysages de Meudon.

## Œuvre

### Conservation
- Saint-Pétersbourg, Musée russe[9].
- 14 gravures sur bois (1932-1936)[10], Londres, British Museum.

### Ouvrages illustrés en russe

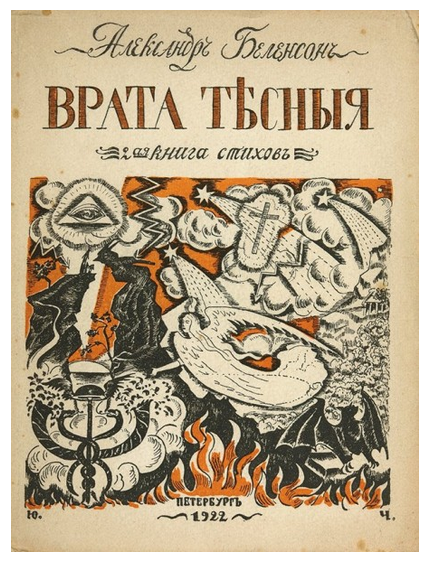
Ouvrage d'Alexander Belenson, couverture de 1922.

- Alexander Belenson, La Porte étroite : le deuxième livre de poèmes, Pétrograd, Strelets, 1922.
- Jules Romains, L'Âme d'une foule, Pétrograd, Mysl, 1924.
- O. Henry, La Lampe allumée [The Trimmed Lamp], Pétrograd, Mysl, 1925.
- Franz Hellens, Bass-Bassina-Boulou, Pétrograd, Mysl, 1925.
- A. Ostroumov et Sergueï Shervinsky, Как рак от беды ушел, album pour enfants, Pétrograd, Radouga, 1925.

### Ouvrages illustrés en français

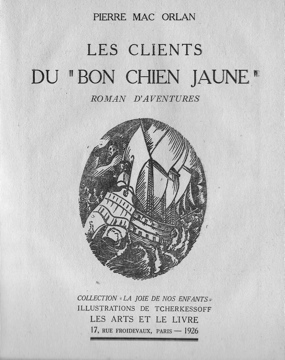
Page de titre de l'édition de 1926 des Clients du Bon chien jaune.

- Pierre Mac Orlan, Les clients du Bon chien jaune, Paris, Les Arts et le livre, 1926.
- Légende de la montagne et de la steppe. Contes populaires russes, traduits par Jean Chuzeville, Paris, Les Arts et le livre, 1927.
- Isabelle Sandy, Les Soutanes vertes : roman, Paris, L'Illustration, 1927.
- L. Carre, Les poinçons de l’orfèvrerie française du XIVe siècle jusqu’au début du XIXe siècle, Paris, Imprimeur Protat frères, 1928.
- Stendhal, Chroniques italiennes, bois gravés, Paris, Éditions du Trianon, 1929.
- Marcel Coulon, Les Noëls de Raoul Ponchon, Paris, Éditions du Trianon, 1929.
- Henri de Régnier, Les rencontres de M. de Brecot, Paris, Éditions du Trianon, 1930.
- Louis-Frédéric Rouquette, La Bête errante, orné de lithographies en deux tons, Paris, Librairie de la Revue française, Alexis Redier éditeur, [1930].
- S. Sestier, Chansons de jeux, coll. « Albums du père Castor », Paris, Flammarion, 1933.
- Maurice Maeterlinck, La Mort, 37 bois originaux, coll. « Le Livre de demain » no 157, Paris Arthème Fayard, 1933.
- La Fête foraine. Album à сolorier, Paris, Librairie Larousse, [1934].
- Tout change. Album à transformations, coll. « Albums du Père Castor », Paris, Flammarion, 1934.
- Paul Faucher, Jeu des portraits[11], coll. « Albums du Père Castor », Paris, Flammarion, 1934.
- André Corthis, Soledad, coll. « Le Livre de demain » no 131, 1935.
- Andrée Martignon, Jean des villes chez Jean des champs, Paris, Bourrelier, 1935.
- Jean Giraudoux, Aventures de Jérome Bardini, Ferenczi et Fils, 1937.
- Léo Larguier, Saint-Germain-des-Prés, bois gravés et 8 photographies de Jean Roubier, Paris, Plon, 1938.
- A. de Bréville, Pernès le célèbre bandit andalou, Paris, Boivin et Cie, éditeurs, 1934.
- Sigrid Undset, Printemps, Paris, Éditions Stock, 1942.
- J.-K. Huysmans, À rebours, Paris, Éditions de la Nouvelle France, 1942.

Collection « Le Livre moderne illustré » (J. Ferenczi et Fils) :
- Claude Anet, L’Amour en Russie, 1930.
- J.-H. Rosny jeune, La Pigeonne, 1931.
- P. Dominique, Notre-Dame de la sagesse, 1932.
- François Duhourcau, Un homme à la mer, 1932.
- André Maurois : 
  - A. Tourguéniev, 1934.
  - Dickens, 1935.
- Joseph Peyré, Sang et lumières, 1938.
- Claude Silve, Bénédiction, 1939.
- Jean Giono, Colline, 1941.